# ساختن آقای مطلوب
ساختن آقای مطلوب (به انگلیسی: Making Mr. Right) یا درست‌کردن آقای مطلوب فیلمی محصول سال ۱۹۸۷ و به کارگردانی سوزان سایدلمن است. در این فیلم بازیگرانی همچون جان مالکوویچ، آنا مگنوسون، گلن هدلی، بن مسترز، لاری میت کالف، پالی برگن، هارت بوچنر، پالی درپر و کریستین کلمنسون ایفای نقش کرده‌اند.